# Miss Mundo Vietnam
Miss Mundo Vietnam (en vietnamita: Hoa hậu Thế giới Việt Nam) es un concurso de belleza nacional en Vietnam que se lleva a cabo desde 2019. Este concurso lo inició Senvang Vietnam como Miss Mundo Vietnam en 2019. El concurso corona a las representantes de Vietnam para competir en dos de los principales concursos de belleza internacionales: Miss Mundo y Miss Internacional (alterna con Miss Vietnam).
La actual Miss Mundo Vietnam es Huỳnh Trần Ý Nhi de Bình Định, quien fue coronada el 22 de julio de 2023.

## Historia
Desde 2002, las candidatas coronadas Miss Vietnam se convertían automáticamente en representantes de Vietnam en Miss Mundo. En el caso de los años en los que no se llevaba a cabo un concurso nacional, se enviaban en su lugar las finalistas de otros concursos nacionales. Sin embargo, después del incidente de Miss Vietnam 2008, Tran Thi Thuy Dung, que no se graduó de la escuela secundaria, el Miss Vietnam perdió el derecho de enviar representantes a Miss Mundo. Desde 2014, la representante es la ganadora del concurso Miss Vietnam Ao Dai. Debido a que el concurso no se llevó a cabo en 2017 y 2018, las dos representantes que participan en competencias internacionales en estos dos años son seleccionadas por el Miss Vietnam.
A partir de 2019, la representante vietnamita al Miss Mundo tendrá que dividirse entre Miss Vietnam (años pares) y Miss Mundo Vietnam (años impares).
Este concurso es actualmente propiedad de Golden Lotus Commercial Advertising Joint Stock Company. Se llevaba a cabo cada dos años (a partir de 2022 se realiza anualmente), la ganadora competirá en Miss Mundo, mientras que la finalista de este certamen o de Miss Vietnam será seleccionada para participar en Miss Internacional.

## Ganadoras
-      Miss Mundo Vietnam
-      Miss Grand Vietnam
-      Miss Internacional Vietnam
-      Miss Intercontinental Vietnam

| Año  | Miss Mundo Vietnam                    | 1.ª finalista                         | 2.ª finalista                            | Sede del concurso              | N.º de candidatas |
| ---- | ------------------------------------- | ------------------------------------- | ---------------------------------------- | ------------------------------ | ----------------- |
| 2014 | Trần Ngọc Lan Khuê Ciudad Ho Chi Minh | Phạm Hồng Thúy Vân Ciudad Ho Chi Minh | Nguyễn Thị Lệ Quyên Bạc Liêu             | Gem Center, Ciudad Ho Chi Minh | 18                |
| 2016 | Trương Thị Diệu Ngọc Đà Nẵng          | Huỳnh Thị Yến Nhi Ciudad Ho Chi Minh  | Phạm Ngọc Phương Linh Ciudad Ho Chi Minh | BHD Studio, Ciudad Ho Chi Minh | 18                |
| 2019 | Lương Thùy Linh Cao Bằng              | Nguyễn Hà Kiều Loan Quảng Nam         | Nguyễn Tường San Hanói                   | Cocobay, Đà Nẵng               | 40                |
| 2022 | Huỳnh Nguyễn Mai Phương Đồng Nai      | Lê Nguyễn Bảo Ngọc Cần Thơ            | Nguyễn Phương Nhi Thanh Hóa              | MerryLand, Quy Nhơn, Bình Định | 37                |
| 2023 | Huỳnh Trần Ý Nhi Bình Định            | Đào Thị Hiền Nghệ An                  | Huỳnh Minh Kiên Ninh Thuận               | MerryLand, Quy Nhơn, Bình Định | 40                |

## Representación internacional

### Miss Mundo
: Declarada como ganadora
     : Terminó como finalista o en el Top 5
     : Terminó como semifinalista (Top 10)
     : Terminó como cuartofinalista (Top 20)
     : Terminó como ganadora de premios especiales
La ganadora de Miss Mundo Vietnam o Miss Vietnam representa a su país en el Miss Mundo. En ocasiones, cuando no se llevaba a cabo el concurso oficial, el titular de la licencia (actualmente, Sen Vang Entertainment) elegía a una ganadora o finalista de otros concursos de belleza nacionales para competir en Miss Mundo.
| 2025 | Huỳnh Trần Ý Nhi | Bình Định | Por competir | Por competir | | |
| 2023 | Huỳnh Nguyễn Mai Phương | Đồng Nai | Top 40 | - Desafío Head-to-Head (Top 25) | | |
| 2022 | Miss Mundo 2021 se reprogramó para el 16 de marzo de 2022 debido al brote de pandemia de COVID-19 en Puerto Rico, no comenzó ninguna edición en 2022 | Miss Mundo 2021 se reprogramó para el 16 de marzo de 2022 debido al brote de pandemia de COVID-19 en Puerto Rico, no comenzó ninguna edición en 2022 | Miss Mundo 2021 se reprogramó para el 16 de marzo de 2022 debido al brote de pandemia de COVID-19 en Puerto Rico, no comenzó ninguna edición en 2022 | Miss Mundo 2021 se reprogramó para el 16 de marzo de 2022 debido al brote de pandemia de COVID-19 en Puerto Rico, no comenzó ninguna edición en 2022 | Miss Mundo 2021 se reprogramó para el 16 de marzo de 2022 debido al brote de pandemia de COVID-19 en Puerto Rico, no comenzó ninguna edición en 2022 | Miss Mundo 2021 se reprogramó para el 16 de marzo de 2022 debido al brote de pandemia de COVID-19 en Puerto Rico, no comenzó ninguna edición en 2022 |
| 2021 | Đỗ Thị Hà | Thanh Hóa | Top 13 | - Beauty with a Purpose (Top 28) - Head-to-Head (Ronda 2) - Talento (Top 27) - Top Model (Top 13) - Desafío Digital (Ganadora)                       | | |
| 2020 | Debido al impacto de la pandemia de COVID-19, no hubo concurso en 2020                                                                               | Debido al impacto de la pandemia de COVID-19, no hubo concurso en 2020                                                                               | Debido al impacto de la pandemia de COVID-19, no hubo concurso en 2020                                                                               | Debido al impacto de la pandemia de COVID-19, no hubo concurso en 2020                                                                               | Debido al impacto de la pandemia de COVID-19, no hubo concurso en 2020                                                                               | Debido al impacto de la pandemia de COVID-19, no hubo concurso en 2020                                                                               |
| 2019 | Lương Thùy Linh | Cao Bằng | Top 12 | - Beauty with a Purpose (Top 10) - Top Model (1.ª finalista)                                                                                         | | |
| 2018 | Trần Tiểu Vy | Quảng Nam | Top 30 | - Beauty with a Purpose (2.ª finalista) - Talento (Top 30) - Top Model (Top 32)                                                                      | | |
| 2017 | Đỗ Mỹ Linh | Hanói | Top 40 | - Beauty with a Purpose (Ganadora) - Multimedia (Top 9) - Miss People's Choice (Top 10) - Desafío Head-to-Head (Ganadora)                            | | |
| 2016 | Trương Thị Diệu Ngọc | Đà Nẵng | No clasificó | - Beauty with a Purpose (Top 37) | | |
| 2015 | Trần Ngọc Lan Khuê | Ciudad Ho Chi Minh | Top 11 | - Premio People's Choice - Premio World Fashion Designer - Top Model (Top 30)                                                                        | | |
| 2014 | Nguyễn Thị Loan | Thái Bình | Top 25 | - Talento (Top 17) - Beauty with a Purpose (Top 27) - Deportes (Top 32)                                                                              | | |
| 2013 | Lại Hương Thảo | Quảng Ninh | No clasificó | | | |
| 2012 | Vũ Thị Hoàng My | Đồng Nai | No clasificó | - Mejor en Entrevista (Top 30) - Belleza Playera (Top 40)                                                                                            | | |
| 2011 | Victoria Phạm Thuý Vy | California, Estados Unidos | No clasificó | | | |
| 2010 | Nguyễn Ngọc Kiều Khanh | Múnich, Alemania | No clasificó | | | |
| 2009 | Trần Thị Hương Giang | Hải Dương | Top 16 | - Top Model (1.ª finalista) - Belleza Playera (Top 12)                                                                                               | | |
| 2008 | Dương Trương Thiên Lý | Đồng Tháp | No clasificó | - Premio People's Choice - Miss Deporte de Golf | | |
| 2007 | Đặng Minh Thu | Nam Định | No clasificó | | | |
| 2006 | Mai Phương Thúy | Hanói | Top 17 | - Premio al Vestido de Diseñador (Top 20) | | |
| 2005 | Vũ Hương Giang | Hanói | No clasificó | | | |
| 2004 | Nguyễn Thị Huyền | Hải Phòng | Top 15 | | | |
| 2003 | Nguyễn Đình Thụy Quân | Ciudad Ho Chi Minh | No clasificó | | | |
| 2002 | Phạm Thị Mai Phương | Hải Phòng | Top 20 | | | |

### Miss Internacional
: Declarada como ganadora
     : Terminó como finalista o en el Top 5
     : Terminó como semifinalista (Top 8/10)
     : Terminó como cuartofinalista (Top 15)
     : Terminó como ganadora de premios especiales
La primera o segunda finalista de Miss Mundo Vietnam o Miss Vietnam representa a su país en el Miss Internacional. En ocasiones, cuando no se llevaba a cabo el concurso oficial, el titular de la licencia (actualmente, Sen Vang Entertainment) elegía a una ganadora o finalista de otros concursos de belleza nacionales para competir en Miss Internacional.
| Año                                                                              | Miss Internacional Vietnam | Residencia         | Posición en Miss Internacional | Premios especiales                       |
| -------------------------------------------------------------------------------- | -------------------------- | ------------------ | ------------------------------ | ---------------------------------------- |
| 2023                                                                             | Nguyễn Phương Nhi          | Thanh Hóa          | Top 15                         | - Premio Miss People's Choice            |
| 2022                                                                             | Phạm Ngọc Phương Anh       | Ciudad Ho Chi Minh | No clasificó                   |                                          |
| Debido al impacto de la pandemia de COVID-19, no hubo concurso entre 2020 y 2021 |                            |                    |                                |                                          |
| 2019                                                                             | Nguyễn Tường San           | Hanói              | Top 8                          | - Mejor Traje Nacional                   |
| 2018                                                                             | Nguyễn Thúc Thùy Tiên      | Ciudad Ho Chi Minh | No clasificó                   |                                          |
| 2017                                                                             | Huỳnh Thị Thùy Dung        | Ciudad Ho Chi Minh | No clasificó                   | - Miss Embajadora de Turismo Visit Japan |
| 2016                                                                             | Phạm Ngọc Phương Linh      | Ciudad Ho Chi Minh | No clasificó                   | - Miss Embajadora de Turismo Visit Japan |
| 2015                                                                             | Phạm Hồng Thúy Vân         | Ciudad Ho Chi Minh | Tercera finalista              |                                          |
| 2014                                                                             | Đặng Thu Thảo              | Cần Thơ            | No clasificó                   |                                          |
| 2013                                                                             | Lô Thị Hương Trâm          | Nghe An            | No clasificó                   |                                          |
| 2011                                                                             | Trương Tri Trúc Diễm       | Ciudad Ho Chi Minh | Top 15                         |                                          |
| 2010                                                                             | Chung Thục Quyên           | Ciudad Ho Chi Minh | No clasificó                   |                                          |
| 2009                                                                             | Trần Thị Quỳnh             | Hải Phòng          | No clasificó                   |                                          |
| 2008                                                                             | Cao Thùy Dương             | Hanói              | No clasificó                   |                                          |
| 2007                                                                             | Phạm Thị Thùy Dương        | Hanói              | No clasificó                   | - Miss Internet                          |
| 2006                                                                             | Vũ Ngọc Diệp               | Hanói              | No clasificó                   |                                          |
| 2003                                                                             | Lê Minh Phượng             | Hải Phòng          | No clasificó                   |                                          |
| 1996                                                                             | Phạm Anh Phương            | Hanói              | No clasificó                   |                                          |
| 1995                                                                             | Trương Quỳnh Mai           | Hanói              | Top 15                         | - Mejor Traje Nacional                   |

### Miss Intercontinental
: Declarada como ganadora
     : Terminó como finalista
     : Terminó como una de las semifinalistas o cuartofinalistas
     : Terminó como ganadora de premios especiales
| Año  | Miss Intercontinental Vietnam | Residencia | Posición en Miss Mundo Vietnam | Posición en Miss Intercontinental | Premios especiales                   |
| ---- | ----------------------------- | ---------- | ------------------------------ | --------------------------------- | ------------------------------------ |
| 2019 | Nguyễn Tường San              | Hanói      | Segunda finalista (2019)       | No compitió                       | No compitió                          |
| 2021 | Trần Hoàng Ái Nhi             | Đắk Lắk    | Top 10 (2019)                  | No clasificó                      |                                      |
| 2022 | Lê Nguyễn Bảo Ngọc            | Cần Thơ    | Primera finalista (2022)       | Miss Intercontinental 2022        | Miss Intercontinental Asia y Oceanía |

### Miss Grand Internacional
: Declarada como ganadora
     : Terminó como finalista
     : Terminó como una de las semifinalistas o cuartofinalistas
     : Terminó como ganadora de premios especiales
| Año  | Miss Grand Vietnam  | Residencia | Posición en Miss Mundo Vietnam | Posición en Miss Grand Internacional | Premios especiales |
| ---- | ------------------- | ---------- | ------------------------------ | ------------------------------------ | --- |
| 2019 | Nguyễn Hà Kiều Loan | Quang Nam  | Primera finalista (2019)       | Top 10                               | - Miss Voto Popular - Mejor Traje Nacional (Top 10) - Mejor en Traje de Baño (Top 10) - Pre-Arrival (Top 10) - Desfile de Modas de las Coronas Históricas de George Wittels (Top 22) |